# Tokimeki Memorial 2
Tokimeki Memorial 2 (ときめきメモリアル2?) è un simulatore di appuntamenti della Konami secondo capitolo della serie Tokimeki Memorial.
Tokimeki Memorial 2 è stato pubblicato per la PlayStation nel 1999.  Sviluppato su 5 CD, utilizza il sistema "Emotional Voice System (EVS)", quando le ragazze pronunciano il nome del giocatore. In realtà l'EVS è usato solo per i personaggi di Hikari Hinamoto e Kasumi Asou nel gioco di base. Il gioco fu un enorme successo in Giappone, pur non distaccandosi di troppo dal canovaccio usato per il primo capitolo. Differente rispetto a Tokimeki Memorial: Forever With You all'enfasi che viene data all'opzione "bomba".

## Personaggi "conquistabili"
- Hikari Hinomoto (陽ノ下 光)
- Kotoko Minazuki (水無月 琴子)
- Kasumi Asō (麻生 華澄)
- Miyuki Kotobuki (寿 美幸)
- Miho Shirayuki (白雪 美帆)
- Kaori Yae (八重 花桜梨)
- Kaedeko Sakura (佐倉 楓子)
- Mei Ijyuin (伊集院 メイ)
- Akane Ichimonji (一文字 茜)
- Homura Akai (赤井 ほむら)
- Maho Shirayuki (白雪 真帆)
- Sumire Nozaki (野咲 すみれ)
- Maeka Kudanshita (九段下 舞佳)
- Takumi Sakaki (坂城 匠)
- Jun'ichirō Hokari (穂刈 純一郎)